# Stora Askerön (småort)
Stora Askerön är en bebyggelse på södra delen av Stora Askerön i Norums socken i Stenungsunds kommun. Från 2015 avgränsar SCB här en småort.